# Małgorzata Szpakowska

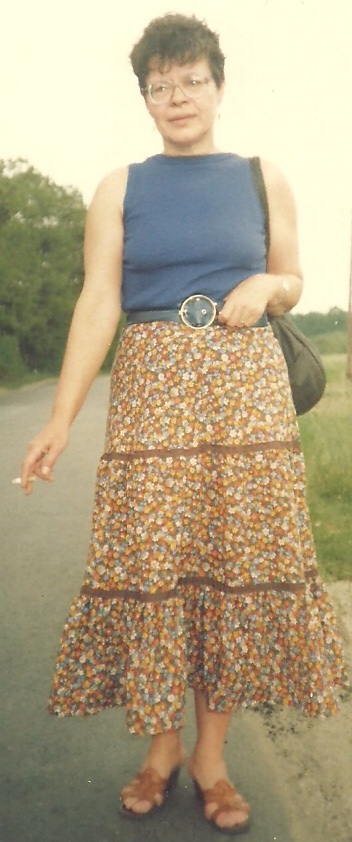
Małgorzata Szpakowska, 1988

Małgorzata Szpakowska (właśc. Maria Małgorzata Szpakowska, ur. 18 maja 1940 w Warszawie) – kulturoznawca, krytyk literacki, historyk literatury, córka Olgierda Szpakowskiego, ofiary zbrodni katyńskiej, wnuczka Edwarda Szpakowskiego.

## Życiorys
Po protestach studenckich w marcu 1968 zbierała wspólnie z Jakubem Karpińskim materiały dotyczące represji wobec ich uczestników. Została aresztowana w marcu 1969 i następnie skazana w ramach tzw. sprawy taterników w lutym 1970 na karę 3 lat pozbawienia wolności, obniżoną do 1,5 roku na mocy amnestii z 22 lipca 1969 roku.
Doktorat uzyskała w 1975 roku w Instytucie Badań Literackich PAN, habilitowała się na Uniwersytecie Warszawskim w 1996 roku, od 2004 roku jest profesorem tytularnym. Pracowała w Zakładzie Historii Kultury Instytutu Kultury Polskiej na Wydziale Polonistyki Uniwersytetu Warszawskiego. Obecnie na emeryturze.
W styczniu 1976 roku podpisała list protestacyjny do Komisji Nadzwyczajnej Sejmu PRL przeciwko zmianom w Konstytucji Polskiej Rzeczypospolitej Ludowej. W 1977 otrzymała Nagrodę Kościelskich za opartą na pracy doktorskiej książkę Światopogląd Stanisława Ignacego Witkiewicza. Nominowana do Nagrody Literackiej Nike: w 2004 za Chcieć i mieć, w 2013 za "Wiadomości literackie". Prawie dla wszystkich. Nominowana do Nagrody Literackiej Gdynia 2013 za "Wiadomości literackie". Prawie dla wszystkich. W 2014 została uhonorowana Nagrodą im. Kazimierza Wyki.
Główne zainteresowania naukowe: kulturoznawstwo, historia idei, historia kultury XX wieku, przemiany obyczaju w XX wieku i zagadnienia samowiedzy obyczajowej, antropologia ciała (punkty przecięcia natury i kultury w sferze odżywiania, seksu, zdrowia, choroby etc.) oraz krytyka teatralna.  Była członkinią Stowarzyszenia Pisarzy Polskich do sierpnia 2020 roku.

## Publikacje
- Światopogląd Stanisława Ignacego Witkiewicza, Zakład Narodowy im. Ossolińskich, Wrocław 1976
- O kulturze i znachorach, Wydawnictwo Literackie, Kraków-Wrocław 1983
- Dyskusje ze Stanisławem Lemem, wyd. Open, Warszawa 1996
- Zakorzenieni, wykorzenieni. O carach, wodzach i człowieku osobnym, wyd. Open, Warszawa 1997
- Chcieć i mieć. Samowiedza obyczajowa w Polsce czasu przemian, Warszawa 2003, Wydawnictwo W.A.B., seria Z wagą, ISBN 83-89291-30-4
- Teatr i bruk: szkice o krytykach teatralnych, Oficyna Wydawnicza Errata, Warszawa 2006
- Antropologia ciała: zagadnienia i wybór tekstów, Wydawnictwa Uniwersytetu Warszawskiego, Warszawa 2008 – redaktor tomu
- Obyczaje polskie. Wiek XX w krótkich hasłach, Wydawnictwo W.A.B., seria Z wagą, ISBN 978-83-7414-474-2 – redaktor tomu
- "Wiadomości Literackie". Prawie dla wszystkich, Wydawnictwo W.A.B., Warszawa 2012, seria Z wagą